# Reed Arena
La Reed Arena est une salle de basket-ball située à College Station, Texas. Les locataires sont les Aggies du Texas.